# Harold Ford jr.

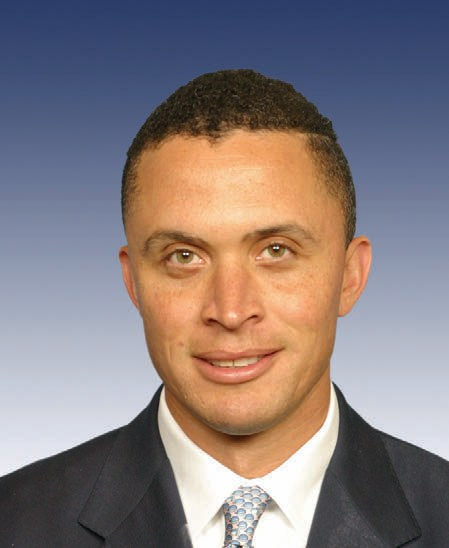

Harold Eugene Ford jr (geboren 11 mei 1970) is een Amerikaans politicus. Hij was van 1997 tot 2007 lid van het Huis van Afgevaardigden voor de Democratische Partij.
In de senaatsverkiezingen van 2006 in Tennessee verloor hij met een vrij kleine marge (<3%). Indien hij gewonnen had zou hij de eerste Afro-Amerikaanse senator geweest zijn uit een zuidelijke staat sinds de Reconstructie.
Lange tijd lange hij nek aan nek met zijn Republikeinse opponent Bob Corker in de opiniepeilingen. Wat uiteindelijk de doorslag gaf was een politieke reclamespot waarin een blanke blonde juffrouw lonkend het telefoongebaar maakte en knipogend zei: Harold, bel me! Hoewel de Republikeinse partij na een golf van protest tegen deze nauwelijks verholen seksuele en racistische aantijging de uitzending ervan beëindigde, was de schade niet meer te herstellen.
- International Standard Name Identifier: 0000 0000 9829 3614
- Library of Congress Control Number: n2010052729
- SNAC: w6bd4ptm
- Biographical Directory of the United States Congress: F000262
- Virtual International Authority File: 145660934
- WorldCat: E39PBJtX8rjF6bQfHfr9mMdYT3